# Société européenne de brasserie
Ne doit pas être confondue avec la Société d’Emboutissage de Bourgogne (SEB)
La Société européenne de brasserie (S.E.B) est un ancien groupe brassicole français.
Le groupe est créé en 1966 sous le nom de Grandes brasseries associées à la suite du regroupement de plusieurs brasseries, notamment : 
- Les Grandes brasseries et malteries de Champigneulles, produisant entre autres la Tourtel,
- La Brasserie de Charmes, producteur de la bière Kanterbräu,
- les Brasseries de la Meuse.

Lors de sa création, la S.E.B était la plus importante société brassicole d'Europe avec 23 sites de production et 6 millions d'hectolitres brassés annuellement.
En 1970, la S.E.B est acquise par le groupe BSN, qui deviendra par la suite Danone. En 1986, BSN fusionne les activités de la S.E.B avec celles de Kronenbourg qu'il possède également, la société résultant de cette fusion prend le nom de Brasseries Kronenbourg.

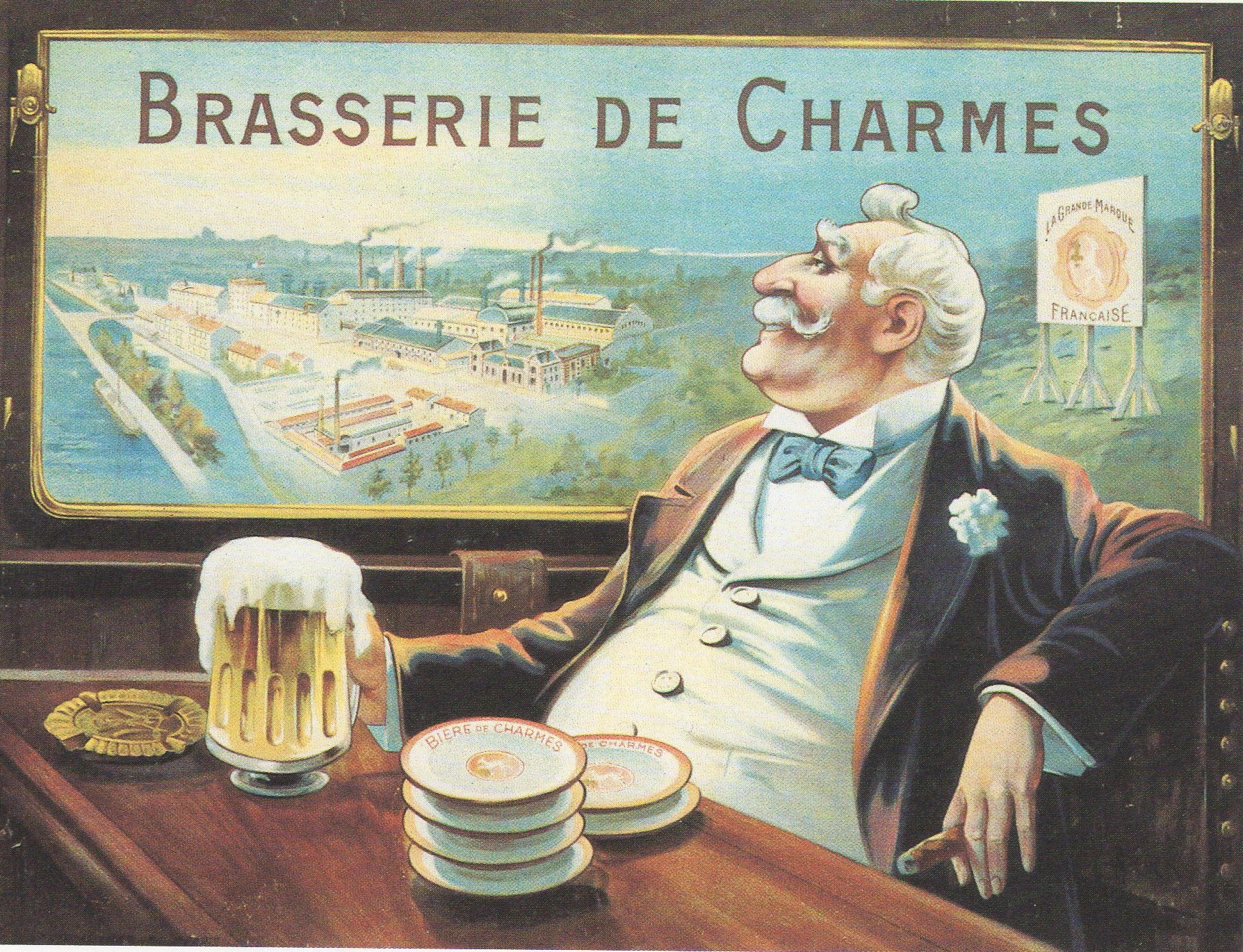
Charmes.
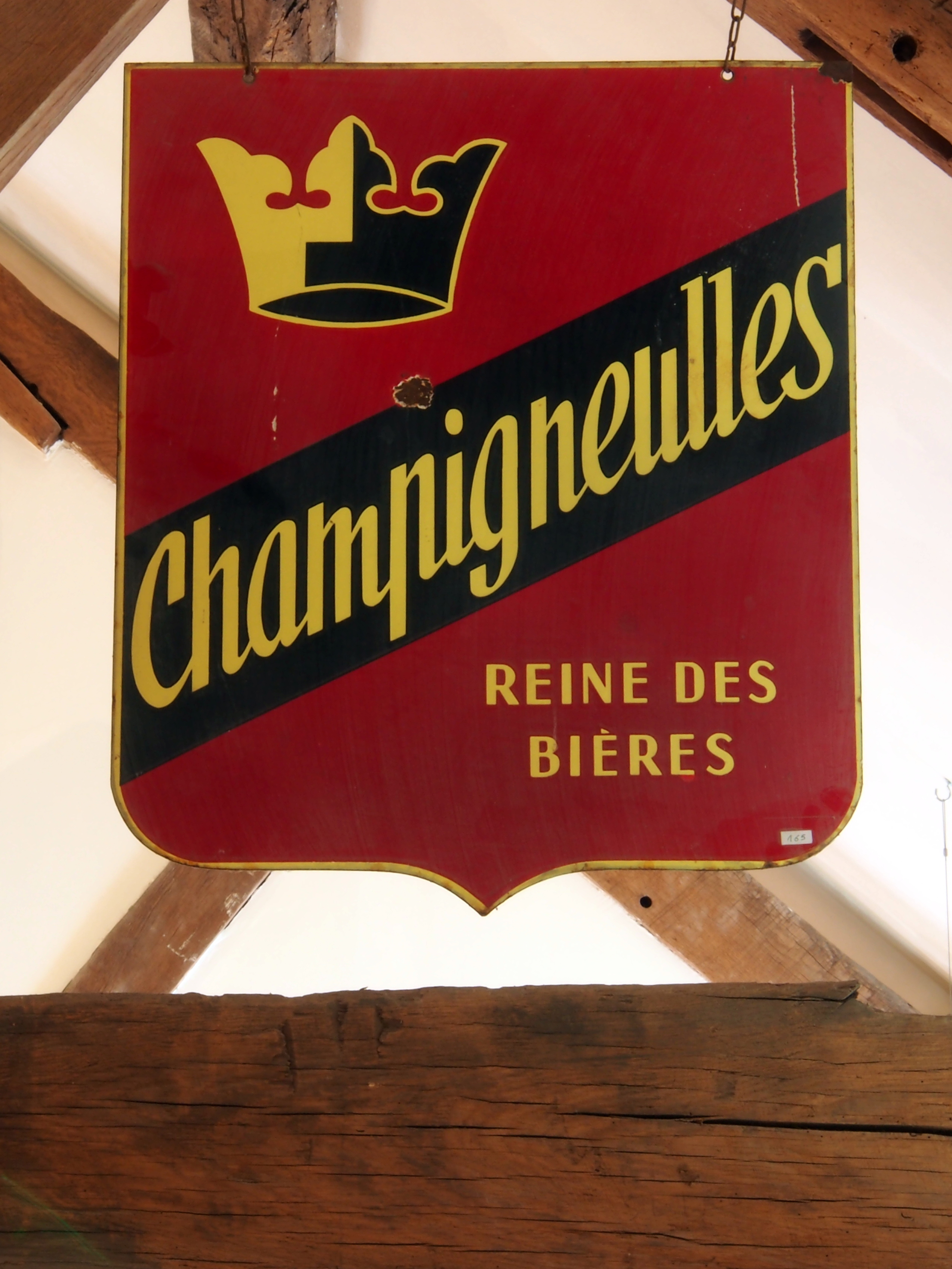
Champigneulles.
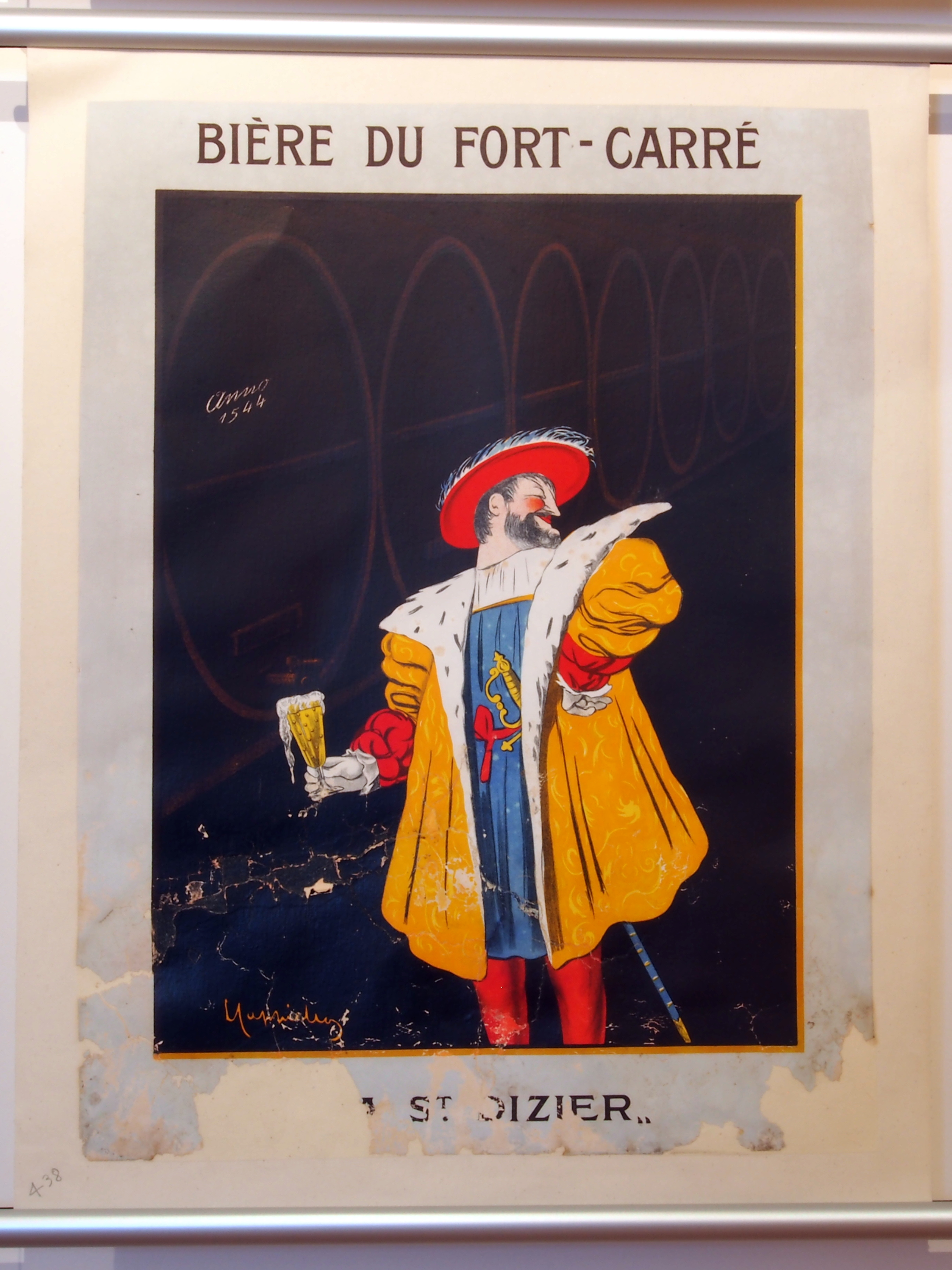
Fort Carré.